# 趙天麟
趙 天麟（ちょう てんりん、ジャオ ティエンリン、1973年〈民国62年〉3月8日 - ）は、中華民国（台湾）の政治家。民主進歩党所属の元立法委員。

## 経歴
2002年の高雄市議員選挙に台湾団結連盟から出馬し、初当選した。2006年にも再選を目指して出馬したが、落選した。
2008年、台湾団結連盟を離党し、民進党に入党した。
2009年、同選挙区の国民党議員である黄紹庭が二重国籍を理由に解任されたため、補欠選出され議員に復帰した。
2012年の第8回立法委員選挙では、高雄市第七選挙区から出馬し、初当選した。2016年の第9回立法委員選挙でも60%以上の得票率で再選された。
2020年の第10回立法委員選挙では、選挙区再編により高雄市第六選挙区から出馬し、12万票以上を獲得し再選された。
2023年10月24日、中国の女性と不倫関係にあったことが明らかになり、翌年の第11回立法委員選挙から撤退した。

## 選挙記録
| 年度 | 選挙                | 選挙区           | 所属政党     | 得票数  | 得票率 | 当選       | 注釈 |
| ---- | ------------------- | ---------------- | ------------ | ------- | ------ | ---------- | ---- |
| 2002 | 第6回高雄市議員選挙 | 第四選挙区       | 台湾団結連盟 | 9,699   | 6.25%  |            |      |
| 2006 | 第7回高雄市議員選挙 | 第四選挙区       | 台湾団結連盟 | 10,712  | 7.40%  | 補欠当選   |      |
| 2012 | 第8回立法委員選挙   | 高雄市第七選挙区 | 民主進歩党   | 98,341  | 53.37% |            |      |
| 2016 | 第9回立法委員選挙   | 高雄市第七選挙区 | 民主進歩党   | 97,228  | 60.50% |            |      |
| 2020 | 第10回立法委員選挙  | 高雄市第六選挙区 | 民主進歩党   | 128,072 | 52.94% | 選挙区再編 |      |